# Rapala asikana
Rapala asikana är en fjärilsart som beskrevs av Hans Fruhstorfer 1912. Rapala asikana ingår i släktet Rapala och familjen juvelvingar. Inga underarter finns listade.